# Ивира
Ивира или Ниверо, Ниверос (на гръцки: Ίβηρα), е село в Република Гърция, Егейска Македония, дем Висалтия, област Централна Македония. Селото има 813 жители според преброяването от 2001 година.

## География
Ивира е разположено южно от Сяр (Серес) в Сярското поле.

## История

### В Османската империя
Александър Синве („Les Grecs de l’Empire Ottoman. Etude Statistique et Ethnographique“), който се основава на гръцки данни, в 1878 година пише, че в Ивирос (Iviros) живеят 60 гърци. В „Етнография на вилаетите Адрианопол, Монастир и Салоника“, издадена в Константинопол в 1878 година и отразяваща статистиката на населението от 1873 година, Ивиро (iviro) е посочено като село с 18 домакинства и 15 жители мюсюлмани и 40 жители гърци.
В 1891 година Георги Стрезов пише за селото:
| „ | Ниверо, чифлик на светогорския манастир Ивер; 8 1/2 часа на ЮИ от Сяр: 12 гръцки къщи, 8 български. Гръцка църква. | “ |

В началото на XX век Ивира е село, числящо се към Сярска каза на Серския санджак на Османската империя. В 1900 година според Васил Кънчов („Македония. Етнография и статистика“) в Ниверо (Иверосъ) има 80 жители гърци. По данни на секретаря на Българската екзархия Димитър Мишев („La Macédoine et sa Population Chrétienne“) в 1905 година християнското население на Невирос (Neviros) се състои от 150 гърци.

### В Гърция
След Междусъюзническата война в 1913 година, селото остава в Гърция.
В 20-те години в селото са настанени 200 бежански семейства. 1988 година е изградена църквата „Свети Николай“.
| Име            | Име           | Ново име         | Ново име         | Описание             |
| -------------- | ------------- | ---------------- | ---------------- | -------------------- |
| Аридудов канал | Άριδούδας     | Диорикс Адирудас | Διώρυξ Άριδούδας | канал на СИ от Ивира |
| Танасов канал  | Κανάλι Θανάση | Диорикс Танаси   | Διώρυξ Θανάση    | канал на СИ от Ивира |

## Личности
Родени в Ивира
- Йоргос Гудас (1927 – 2023), гръцки писател и поет